# Martha Genenger
Martha Ludowika Genenger (* 11. November 1911 in Krefeld; † 1. August 1995 in Moers) war eine deutsche Schwimmerin.
Bei den Europameisterschaften 1934 in Magdeburg wurde sie Europameisterin über 200 m Brust. Bei den Olympischen Spielen 1936 in Berlin gewann die Krefelderin über die gleiche Strecke hinter Hideko Maehata die Silbermedaille. Sie stellte zwei Weltrekorde und neun deutsche Rekorde auf und war dreimal Deutsche Meisterin (1934, 1935 und 1936). Sie wurde von ihrem Stiefvater trainiert. Im Jahr 1936 heiratete Genenger und bekam später zwei Töchter. Sie lebte bis zu ihrem Tod in Kapellen, wo sie 1967 die Schwimmabteilung des TV Kapellen 1919 gründete.